# Flugplatz Plockton

i7
i11
i13
Der Flugplatz Plockton (englisch Plockton Airfield, ICAO-Code: XPLO) ist ein Flugplatz in Plockton in der Council Area Highland vor der Westküste Schottlands.

## Geschichte
Der Flugplatz wurde vor 1966 eröffnet. Die einzigen Einrichtungen am Flugplatz Plockton sind die Vertrauenskasse, ein Hangar und eine Selbstbedienungstankstelle für Jet-A1 mit AL48 (F34). Der Flugplatz Plockton ist in Besitz des Highland Council und wird von PDG Helicopters betrieben.